# Taylor Hawkins
Taylor Hawkins, född Oliver Taylor Hawkins den 17 februari 1972 i Fort Worth i Texas, död 25 mars 2022 i Bogotá, Colombia, var en amerikansk trumslagare. Från 1997 och fram till sin död var han trummis i Foo Fighters.
Hawkins hade även ett sidoprojekt kallat Taylor Hawkins & the Coattail Riders där han spelade trummor och sjöng. De utgav sitt självbetitlade debutalbum 2006. Hawkins spelade tidigare med Alanis Morissette.

## Biografi och karriär
Oliver Taylor Hawkins föddes i Fort Worth i Texas den 17 februari 1972. 1976 flyttade hans familj till Laguna Beach i Kalifornien, där Hawkins växte upp. Hawkins har en bror, Jason, och en syster, Heather. Efter att ha lämnat det Orange County-baserade bandet Sylvia (som senare bytte namn till ANYONE), började han att spela trummor med Sass Jordan, som han senare lämnade för att spela trummor med Alanis Morissette. Han medverkar i musikvideorna till låtarna "You Oughta Know", "All I Really Want" och "You Learn".

### Foo Fighters
Våren 1996 kom Foo Fighters in en studio i Seattle med producenten Gil Norton för att spela in sitt andra album. Konflikter blossade upp mellan Dave Grohl och trummisen William Goldsmith, vilket ledde till att Goldsmith lämnade bandet. Bandet begav sig sedan till Los Angeles och spelade i stort sett in hela albumet igen, fast med Grohl på trummor. Albumet The Colour and the Shape släpptes den 20 maj 1997. Grohl ringde upp Hawkins för att höra om han kunde rekommendera en ny trummis, men till Grohls överraskning så erbjöd Hawkins sig själv. Han provspelade med bandet och gjorde sin debut lagom till albumets release.
Förutom att spela trummor med Foo Fighters var Hawkins också rocksångare, gitarrist och pianist. Första låten med Hawkins på sång var en cover av Pink Floyds låt "Have a Cigar". Två versioner av låten släpptes, en som b-sida till "Learn to Fly" och en annan på soundtracket till Mission: Impossible II. Han sjöng leadsång på låten "Cold Day In The Sun", från albumet In Your Honor, som senare släpptes som singel, och covern på Creams "I Feel Free", som släpptes som b-sida till låten "DOA", samt på EP:n Five Songs and a Cover. Han sjunger även på låten "Sunday Rain" från studioalbumet Concrete and Gold från 2017.
Hawkins sista framträdande med Foo Fighters var på Lollapalooza Argentina-festivalen den 20 mars 2022, fem dagar innan hans död.

### Privatliv
Hawkins gifte sig med Alison 2005, de fick tre barn tillsammans. Familjen bodde i Hidden Hills i Kalifornien, efter att ha flyttat från Topanga Canyon 2012.
Hawkins överdoserade heroin i augusti 2001, och hamnade i koma i två veckor.

### Död
Den 25 mars 2022 meddelade Foo Fighters officiella konton på sociala medier att Hawkins avlidit. Han påträffades död på sitt hotellrum i Bogotá i Colombia. Bandet var på turné i Sydamerika vid tidpunkten för tillkännagivandet och skulle uppträda på Estéreo Picnic Festival i Bogotá i Colombia, samma kväll. Hawkins hade drabbats av kardiovaskulär kollaps efter att ha tagit ett flertal droger.

## Diskografi
Foo Fighters
- There Is Nothing Left to Lose (1999)
- One by One (2002)
- In Your Honor (2005)
- Echoes, Silence, Patience & Grace (2007)
- Wasting Light (2011)
- Sonic Highways (2014)
- Saint Cecilia (EP) (2015)
- Concrete and Gold (2017)
- Medicine at Midnight (2021)

Med Taylor Hawkins and the Coattail Riders
- Taylor Hawkins and the Coattail Riders (2006)
- Red Light Fever (2010)
- Get the Money (2019)

Med The Birds of Satan
- The Birds of Satan (2014)

Med Coheed and Cambria
- Good Apollo, I'm Burning Star IV, Volume Two: No World for Tomorrow (2007)

Solo
- Kota (EP) (2016)